# Arüe-Ithorrotze-Olhaibi
Arüe-Ithorrotze-Olhaibi (en francès i oficialment Aroue-Ithorots-Olhaïby) és un comú d'Iparralde al territori de Zuberoa, adscrit administrativament al departament dels Pirineus Atlàntics (regió de Nova Aquitània). Limita amb els comuns d'Etxarri al nord, Nabas al nord-est, Sarrikotapea i Lichos a l'est, Domezain-Berraute a l'oest, Ainharbe i Lohitzüne-Oihergi al sud.

## Demografia
| 1901 | 1962 | 1968 | 1975 | 1982 | 1990 | 1999 |
| ---- | ---- | ---- | ---- | ---- | ---- | ---- |
| 328  | 355  | 308  | 286  | 249  | 254  | 230  |
|      |      |      |      |      |      |      |

## Història
Arüe es troba sobre la Via Podiensis, una de les quatre rutes tradicionals a França del Camí de Santiago. Durant la Revolució Francesa va destacar per ser l'única comuna basca que va adoptar la política jacobina en matèria religiosa dels Temples de la Raó.